# C/2021 A1 (Leonard)
C/2021 A1 (Leonard) – kometa długookresowa, odkryta 3 stycznia 2021 przez Grega Leonarda w Mount Lemmon Observatory (MLO). W grudniu 2021 roku osiągnęła jasność 4 magnitudo przez co była widoczna przez lornetkę, a w dobrych warunkach gołym okiem.

## Odkrycie
Kometa została odkryta 3 stycznia 2021 roku przez Grega Leonarda, pracującego w Mount Lemmon Observatory. Odkryto ją na zdjęciach wykonanych przez teleskopy.

## Obserwacje
W grudniu 2021 stała się porannym obiektem o jasności 4 magnitudo, przez co była widoczna przez lornetkę i gołym okiem. 3 grudnia minęła gromadę kulistą M3.

## Orbita
Peryhelium osiągnęła równo rok po odkryciu, 3 stycznia 2022. Jej okres orbitalny wynosi około 80 tysięcy lat. 